# عبد القادر صالح
عبد القادر صالح ولقب بحجي مارع وأبو محمود من مواليد مدينة مارع في رِيف حلب سنة 1979م، من مؤسسي لواء التوحيد والقائد العسكري له حتى وفاته في 18 نوفمبر 2013 متأثرًا بجراحه نتيجة غارة جوية من القوات الجوية التابعة للنظام أثناء اجتماعه بعدد من قادة لواء التوحيد في مدرسة المشاة في ريف حلب.
وعبد القادر صالح شخصية جامعة ومعروفة بإخلاصها وبنزاهتها في الوسط السوري المعارض. و هو من اصل تركماني.

## حياته
من مواليد مدينة مارع في الريف الشمالي لحلب عام 1979، وهو متزوج وأب لاربعة أطفال. كان يعمل في تجارة الحبوب والمواد الغذائية قبل أن ينخرط في المظاهرات المطالبة بإسقاط النظام السوري عام 2011.

## الثورة السورية
كان من أول المنظمين للنشاط السلمي والمظاهرات في مارع، وحينها أطلق عليه لقب حجي مارع. انتقل إلى العمل المسلح بعد بداية الثورة بشهور. اختير ليكون قائد الكتيبة المحلية في بلدة مارع، ثم اختير ليقود مجموعة من الكتائب العسكرية للقتال في الريف الشمالي لحلب تحت اسم لواء التوحيد حيث شكل أول مجموعة مسلحة ضد النظام السوري في الريف الشمالي لحلب، واشتهر عنه بيع الكثير من أملاكه لشراء السلاح لمواجهة النظام السوري.

## لواء التوحيد
اختير عبد القادر صالح قائدًا لأول مجموعة مسلحة تعمل ضد النظام السوري، قبل أن يعلن رسميًا عن تشكيل لواء التوحيد في يوليو/تموز 2012، واختير عبد العزيز سلامة قائدًا عامًا للواء، وجرى اختيار الصالح ليكون قائدا للعمليات العسكرية في اللواء الذي نفذ العديد من العمليات العسكرية ضد قوات النظام السوري في الريف الشمالي. وقاد الصالح وشارك في العديد من المعارك وأهمها معارك السيطرة على مدينة إعزاز الحدودية مع تركيا، ومدن الراعي وجرابلس والعديد من البلدات الكبرى في ريف حلب الشمالي.
لواء التوحيد من أولى التشكيلات الكبيرة التي وحدت الفصائل المقاتلة في منطقة حلب وريفها. كان اللواء أول من دخل مدينة حلب التي تأخرت في دخول معارك الحرب السورية، وتجلت قوة اللواء في معارك أحياء صلاح الدين والصاخور وسيف الدولة حيث بدأ يلمع نجم عبد القادر صالح. كان لواء التوحيد من أوائل المجموعات التي دخلت إلى الطرف الغربي لحلب بعد أن بدأت اشتباكات بين ثوار حي صلاح الدين وقوات النظام السوري، على الرغم من تخطيط اللواء المسبق للدخول من الطرف الشرقي لمدينة حلب.
تمكن لواء التوحيد من إدخال 275 مقاتلا في اليوم الأول للمعارك بقيادة أحمد يوسف الجانودي -الذي قتل في وقت لاحق على أيدي قوات النظام السوري, فيما دخل الصالح مع نحو 500 مقاتل في اليوم التالي إلى الأحياء الشرقية لحلب.
شارك الصالح في العديد من المعارك الأولى في مدينة حلب، حيث شارك في السيطرة على المراكز الأمنية في النيرب والشعار وهنانو والصالحين ومقر الجيش الشعبي وثكنة هنانو ومضافة آل بري، ومدرسة المشاة بحلب، ومشفى الكندي.
شارك الصالح في معارك كبرى خارج حلب، إلى جانب المئات من المقاتلين من لواء التوحيد. عبد القادر الصالح كان من القلائل الذين توجهوا لمؤازرة المقاتلين في القصير عندما كانت المعركة في أوجها وبينما رفضت الفصائل الأخرى الدخول في المعركة.
وشارك في قيادة معارك «قادمون يا حماة» في ريف حماة، وعاد للمشاركة في معارك السفيرة في الريف الجنوبي لحلب والتي تمكنت قوات النظام السوري من السيطرة عليها بعد معارك ضارية.
ينضوي تحت راية لواء التوحيد أكثر من 10,000 مقاتل يمتلكون تسليحا خفيفا ومتوسطا لا بأس به من رشاشات ثقيلة وقاذفات صاروخية مضادة للدروع متطورة والقليل من السلاح الثقيل المُصادَر من مخازن ومراكز الجيش السوري النظامي من ناقلات جند ودبابات. ما زال لواء التوحيد الفصيل الأقوى في مدينة حلب حيث يسيطر على أكثر من 70 في المئة من الأحياء الواقعة تحت سيطرة المعارضة المسلحة.
لعب اللواء، بفضل عبد القادر الصالح، دور الوسيط بين فصائل الجيش الحر والفصائل المتشددة، كما جرى في مدينة أعزاز بين لواء عاصفة الشمال وتنظيم الدولة الإسلامية مؤخرا.
كما انخرط عبد القادر الصالح في جهود توحيد الفصائل الإسلامية. وقد اجتمع منذ أيام معدودة مع قادة كل من جيش الإسلام، حركة أحرار الشام الإسلامية وصقور الشام لهذه الغاية.
تعرض الصالح إلى أكثر من حادثة اغتيال، كما ان النظام السوري وضع مكافأة مالية وقدرها 200 ألف دولار لمن يعتقله أو يقتله.

## وفاته
أصيب الصالح إصابات بالغة إثر قصف طائرة تابعة للنظام السوري اجتماعًا لقادة لواء التوحيد في مدرسة المشاة بحلب - سميت بمدرسة الشهيد أبو فرات الذي قاد عمليات لواء التوحيد للاستيلاء عليها - كان مخصصا للتخطيط لاستعادة السيطرة على اللواء 80 قرب مطار حلب والذي تمكنت قوات النظام السوري من استعادة السيطرة عليه قبل أيام. أُعلنت وفاة قائد العمليات في لواء التوحيد بالجيش السوري الحر عبد القادر صالح يوم الاثنين 18 نوفمبر/تشرين الثاني 2013 في أحد مستشفيات مدينة غازي عنتاب التركية، ودفن في مدينته مارع بقبر حفره لنفسه وأوصى بأن يدفن فيه.

## اقرأ أيضًا
- لواء التوحيد

## روابط خارجية
- اخر ظهور علني لعبد القادر الصالح
- لقاء تلفازي مع عبد القادر الصالح
- تقرير صحيفة النيويورك تايمز عن عبد القادر صالح